# Stemmiulus bellus
Stemmiulus bellus är en mångfotingart som först beskrevs av Cook 1895.  Stemmiulus bellus ingår i släktet Stemmiulus och familjen Stemmiulidae. Inga underarter finns listade i Catalogue of Life.